# František Kloz
František Kloz (* 19. Mai 1905 in Mlékosrby, Österreich-Ungarn; † 13. Juni 1945 in Louny, Tschechoslowakei) war ein tschechischer Fußballspieler und -trainer. Der Stürmer erzielte 175 Erstligatore und bestritt zehn Länderspiele für die Tschechoslowakische Nationalmannschaft. Ihm zu Ehren trägt das Fußballstadion in Kladno seinen Namen.

## Vereinskarriere
František Kloz spielte in seiner Jugend für Nový Bydžov, Chlumec nad Cidlinou, Slavoj Roudnice und SK Roudnice. 1928 wechselte der Stürmer zum SK Kladno, bei dem er den Großteil seiner Karriere verbrachte. In Kladno fasste Kloz schnell Fuß und sicherte sich einen Stammplatz. In der Spielzeit 1929/30 wurde er mit 15 Treffern Torschützenkönig der Tschechoslowakischen Liga. 1931 wechselte Kloz zu Slavia Prag, wo er allerdings nicht zurechtkam und bald zurück nach Kladno ging. Von 1933 bis 1934 versuchte es Kloz erneut in Prag, dieses Mal bei Sparta Prag, auch dort wurde er nicht glücklich. In der 1. Liga gelangen Kloz 175 Tore, davon 172 für den SK Kladno, drei für Slavia Prag. Für Kladno schoss er in insgesamt 478 Liga-, Pokal- und Freundschaftsspielen 592 Tore. Er ist Mitglied im Klub ligových kanonýrů.

### Erfolge
- Torschützenkönig Tschechoslowakische Liga: 1929/30 mit 15 Toren und 1936/37 mit 28 Toren

## Nationalmannschaft
Am 28. Oktober 1929 debütierte er für die Tschechoslowakische Nationalmannschaft, in der er insgesamt zehn Spiele machte und sechs Tore schoss. Bei der Weltmeisterschaft 1934 in Italien fehlte er allerdings. Sein letztes Länderspiel bestritt Kloz am 1. Dezember 1937 an der Londoner White Hart Lane, die Tschechoslowakei unterlag England mit 4:5. Etwas mehr als ein Jahr zuvor hatte er beim 5:2-Sieg gegen Ungarn in Prag vier Tore erzielt.

## Trainerkarriere
Kloz war von Dezember 1942 bis September 1943 Trainer des SK Kladno.

## Tod
František Kloz kämpfte im Frühjahr 1945 gegen deutsche Besatzer und wurde in der Nähe von Hříškov so schwer verletzt, dass er wenige Tage später am 13. Juni 1945 in einem Krankenhaus in Louny starb.